# Фтириаз
Фтириа́з (лобковый педикулёз; лат. Pediculosis pubis, Phthiriasis) — энтомоз, паразитарное венерическое заболевание кожи, вызываемое паразитическим кровососущим насекомым — лобковой вошью (площицей). В настоящее время популяция лобковых вшей стремительно сокращается из-за роста популярности депиляции в интимной зоне, из-за чего случаев фтириаза становится всё меньше и меньше с каждым годом.

## Этиология
Возбудитель — лобковая вошь Phthirus pubis (род Pthirus, семейство Pthiridae, отряд Phthiraptera, класс Insecta, тип Arthropoda, царство Animalia). Размеры самца около 1 мм, самки — 1,5 мм. Питается паразит кровью человека, часто с небольшими перерывами, объём разового кровососания составляет 0,1 мкл, продолжительность голодания — до 12 часов.
Лобковая вошь может передаваться от больного партнёра здоровому, перебираясь по лобковым волосам во время полового контакта. Также заражение может происходить через постельное и нательное белье во время сна в одной постели. Часты случаи заражения в банях, саунах, бассейнах.

## Патогенез
При наличии сильного зуда пациенты расчёсывают очаги поражения. При этом формируются лихенизация и экскориации. Может присоединиться вторичная инфекция. Иногда на коже происходит образование пятен голубого цвета. Такой цвет образуется из-за распада гемоглобина под действием ферментов слюны вши. Высыпания локализуются в паховой области и в подмышечных впадинах. Могут поражаться бёдра, туловище, грудь, лицо.
Иногда площицы находятся в области ушных раковин, шейно-затылочной области, при развитом волосяном покрове вшей можно обнаружить по всему телу.
Фтириаз рассматривается как заболевание, передаваемое половым путём. При наличии фтириаза имеется 30 % вероятность наличия одновременного другого венерического заболевания.
При укусах платяных вшей зуд не столь выражен, как при педикулёзе, однако также появляется реакция на укусы в связи с попаданием в кровь слюны насекомого и последующей реакцией с кровью в виде синюшно-голубых округлых пятен (Maculae coerulae, maculae caeruleae). Пятна не исчезают при надавливании, имеют размер от 5 до 15 мм. Эти пятна напоминают пятнистый сифилид (см. Сифилис), сифилитическую или тифозную розеолу.
На коже появляются папулы, везикулы, при интенсивном зуде — экскориации, шелушение, гемморагические корки и осложнение пиодермией. Могут развиваться пустулы с импетигинизацией, дерматитом, экземоподобная реакция.

## Лечение
Дифференциальный диагноз при появлении пятен следует проводить с тифозной розеолой, сифилисом.
Лечение лобкового педикулёза на сегодняшний день проводится аэрозолями, содержащими пиретрин, который обладает нейротоксичностью для лобковых вшей. Препарат распыляют равномерным слоем над всей поражённой поверхностью, далее после экспозиции (30 мин — 1 час) проводится туалет с мылом под проточной водой.
Постельное белье, одежду необходимо подвергнуть стирке в горячей воде (желательно кипячение). Далее после глажки её запечатывают в полиэтиленовые пакеты на срок не менее 3 суток. Лечение показано всем половым партнёрам, с которыми имели место контакты в течение 1—2 месяцев.